# 譚岳衡
譚岳衡，JP（1962年11月－），「港漂」人士，中共黨員，曾任职于中国国家发展改革委员会。现为交銀國際控股董事長，甘肅省政協常委，現任香港立法會議員（選舉委員會）。

## 簡歷
譚岳衡是湖南衡陽人，於1983年畢業於湖南財經學院，獲得金融學學士學位。其後，他於1986年7月獲得中國人民銀行研究生部經濟學碩士學位，主修貨幣銀行學，並於1989年12月獲得中國社會科學院研究生院經濟學博士學位。
1989年，譚岳衡入職國家發展改革委員會，任職財政金融綜合司。1992年，他參與組建南方證券，先後擔任該公司的國際部總經理、諮詢公司董事長及香港公司副董事長。1997年，他轉到香港發展，在1997年至2002年擔任江南財務公司副總經理及招銀國際金融公司副總經理，1998年至2002年間擔任長城證券有限公司董事。2002年至2007年間，他擔任招商局集團副總經理，並自翌年起至2007年任招商證券監事長，2004年至2007年間擔任招商銀行非執行董事。2007年2月，他加入交銀證券（交銀國際的前身）。並於同年6月獲委任為副董事長。2016年7月起，譚岳衡擔任交銀國際董事長，並於2016年10月調任交銀國際執行董事。
除了銀行機構的職務外，譚岳衡亦擔任商界組織的公職。2015年3月至2019年2月間，譚岳衡擔任香港中資證券業協會會長，並自2019年2月起擔任該會的永遠名譽會長。2017年起，譚岳衡任為證監會諮詢委員會委員。2020年11月，譚岳衡獲委任為香港中華總商會董事，並於2021年4月獲委任為香港貿易發展局金融服務業務諮詢委員會委員。
2021年，譚岳衡參與立法會選舉，在選舉委員會界別出選。譚岳衡認為自《港區國安法》實施以來，解決了香港的治安和安全問題。他認為香港社會的民生問題和深層次矛盾有待解決，中資企業可在這方面發揮作用，帶動香港本地中小型企業發展，以及培養青年商界人才。同時，譚岳衡亦指出自《國安法》實施後，香港的外匯儲備、銀行體系總存款額及新股集資額皆維持健康及增長的水平，認為中資企業有責任維護國家安全及促進香港繁榮穩定，並支持特區政府依法施政，為重振經濟、改善民生貢獻力量。在粵港澳大灣區發展方面，譚岳衡認為香港可發揮制度優勢，尤其在融資平台功能及專業服務功能方面，香港能補充中國大陸制度不能達到的優勢。同年12月，他在只有一千多选民的操控選舉中以1245票當選為立法會議員。
根據百度百科，譚岳衡是中共黨員，而在該條目中引用的資料來源亦證實了這一點，如此屬實，譚岳衡是香港歷來第一個明確有中共黨員身份的立法會議員。但他本人在參選立法會時並沒有申報任何政治聯繫，他接受《信報》查詢時亦予以否認，指百度百科上的資料不準確，至於被問到是否曾經入黨時他亦未直接回應。